# Shuckburgh (Mondkrater)
Shuckburgh ist ein Einschlagkrater auf der nordöstlichen Mondvorderseite.
Er liegt zwischen Chevallier im Nordwesten und Hooke im Südosten südwestlich des Lacus Temporis.
Sein Kraterwall ist stark erodiert, das Innere ist eben.
| Buchstabe | Position           | Durchmesser | Link |
| --------- | ------------------ | ----------- | ---- |
| A         | 43,06° N, 55,41° O | 18 km       |      |
| C         | 43,52° N, 52,71° O | 12 km       |      |
| E         | 44,03° N, 56,99° O | 10 km       |      |

Der Krater wurde 1935 von der IAU nach dem englischen Mathematiker und Astronomen George Shuckburgh-Evelyn offiziell benannt.